# Guldbjörken
Guldbjörken är ett travlopp som körs på Umåkers travbana i Umeå i Västerbottens län varje år sedan 1971. Sedan 1996 körs loppet i slutet av april. Loppet körs över medeldistansen 2 140 meter med autostart. Förstapris är 200 000 kronor.

## Vinnare
| År   | Häst             | Kusk              | Tränare           | Tid    | Tvåa               | Trea             |
| ---- | ---------------- | ----------------- | ----------------- | ------ | ------------------ | ---------------- |
| 2024 | Borups Victory   | Daniel Wäjersten  | Daniel Wäjersten  | 1.11,7 | Axel Ruda          | Rome Pays Off    |
| 2023 | Global Badman    | Daniel Wäjersten  | Daniel Wäjersten  | 1.11,7 | Power              | Born Unicorn     |
| 2022 | Don Fanucci Zet  | Örjan Kihlström   | Daniel Redén      | 1.11,8 | Diamanten          | Antonio Trot     |
| 2021 | Missle Hill      | Örjan Kihlström   | Daniel Redén      | 1.12,1 | Antonio Trot       | Diamanten        |
| 2020 | Next Direction   | Iikka Nurmonen    | Timo Hulkkonen    | 1.12,7 | Son Of God         | Dreammoko        |
| 2019 | Muscle Hustle    | Robert Bergh      | Robert Bergh      | 1.11,5 | Eder Bob           | Elit Håleryd     |
| 2018 | Beau Mec         | Carl Johan Jepson | Lars Wikström     | 1.11,6 | Cruzado Dela Noche | Explosive De Vie |
| 2017 | Fire To The Rain | Ulf Ohlsson       | Reijo Liljendahl  | 1.13,7 | Cool Keeper        | Al Dente         |
| 2016 | Nahar            | Robert Bergh      | Robert Bergh      | 1.12,7 | Cool Keeper        | Ed You           |
| 2015 | Nahar            | Robert Bergh      | Robert Bergh      | 1.11,6 | Knows Nothing      | Panne de Moteur  |
| 2014 | Hard Livin       | Daniel Redén      | Daniel Redén      | 1.11,4 | David Sisu         | Trustworthy Ås   |
| 2013 | Up Date Hoss     | Erik Adielsson    | Stig H. Johansson | 1.12,9 | Jasper Lane        | Oracle           |
| 2012 | Sanity           | Johnny Takter     | Malin Löfgren     | 1.11,9 | Oracle             | Timetosaygoodbye |
| 2011 | Maharajah        | Örjan Kihlström   | Stefan Hultman    | 1.12,9 | Minos Vang         | Infatti November |
| 2010 | Marshland        | Örjan Kihlström   | Stefan Hultman    | 1.13,6 | Clear Sign         | Dig for Dollars  |
| 2009 | Acclaim          | Håkan Eriksson    | Håkan Eriksson    | 1.12,5 | S.J.'s Photocopy   | Yorktown Gunner  |
| 2008 | Dig For Dollars  | Jim Oscarsson     | Jim Oscarsson     | 1.13,1 | Giant Superman     | Digger Crown     |